# JJJ SUPPLEMENT
JJJ SUPPLEMENT（ジェイ・ジェイ・ジェイサプリメント）は、サプリメントブランドである。JJJとは『Join Joyful Journey』の頭文字である。「喜びあふれる人生の旅を。」をコンセプトとしている。

## 概要
2017年7月にJJJ Blendシリーズである4種のラインアップを発表。
2017年9月7日には、日刊工業新聞によってJJJブランドの取り組みについて取り上げられた。
2017年9月20日に発売された、anan (アンアン) 2017年 9月20日号 No.2069 [美乳強化塾]に『Junkan-TOMATO J　〜循環トマトJ〜』の概要・紹介が掲載された。